# 무기
무기(武器, 영어: weapon, arm 또는 armament)는 인류가 군집 생활을 하면서 야생 동물로부터 신변을 보호하기 위한 수단으로 발명되었을 뿐만 아니라 삶을 꾸려가기 위한 수단인 사냥에 필요한 도구로 사용되었다. 세월이 흐름에 따라 군집생활의 영역이 넓어지고 인구의 수가 늘어나고 잘 알지 못하는 부족들과의 교류와 갈등이 심화됨으로써 도구로써 무기가 쓰이고 발명되었다.
```
무기를 사용한 스포츠는 정신집중 혹은 체력 단련을 목적으로 널리 인정을 받고 있다.
```

또한 흔히 무기는 공격 병기만을 가리키나, 방패나 갑주와 같은 방어 병기도 무기에 포함된다. 짐승들도 무기를 사용하면 위험할 수 있다.

## 역사
최초로 발견된 명백한 무기는 쉬닝엔 투창으로, 300,000년 이상 된 것으로 추정되는 목재 투창이다. 물건을 무기로 사용하는 일은 침팬지와 같은 동물을 통해서도 관찰된다.

## 사냥에 쓰인 무기
- 도끼
- 칼(검)
- 사냥돌
- 활
- 덫
- 석궁
- 소총

## 우리나라의 전통 무기

### 조선

#### 검
- 환도: 고려말부터 조선 말기까지 사용된 외날곡도

#### 활(궁)
고려시대부터 조선시대까지 사용했고 대표적으로 단궁과 각궁이있다.
그리고 화살의 종류로는 태조가 썼다고 전해지는 대소명적(大哨鳴鏑)이 있다.
하지만 단궁은 조선시대때 오래전에 부여나 동옥저등의 여러나라에서 사용되었다.

#### 총통
- 사전총통(四箭銃筒)

세종 28년(1446년)
조선시대에 사용하던 불씨를 손으로 점화시켜 발사하는 청동으로 만든 유통식 화포(火砲)이다
- 삼총통(三銃筒)

조선 전기부터  사용하던 청동제 유통식 화포(火砲). 
그외로 임진왜란 당시 조선수군이 쓴
천자총통 , 지자총통 , 현자총통 , 황자총통 
등이있다

#### 화포
대장군전:조선시대의 미사일
비격진천뢰:조선시대의 시한폭탄

### 18반 병기

#### 무기로서의 18종 병기
시대마다 18반에 들어가고 빠지는 병기가 있으므로 명확하게 구분하기는 어려우나, 대략 다음과 같다.

#### 무예도보통지의18기(+마상 6기)
조선 후기(정조 14년(1794))에 편찬된 무술 훈련교본. 자세한 그림과 한글 설명이 붙어있으며, 현재까지 전해지지 않는 조선의 무술교본들을 언급하고 있다. 다음은 무예도보통지에 기술된 무예의 종류이다.
- 보졸 18반
  1. 장창(長槍) - 1장5척, 일반적으로 우리가 알고 있는 창.
  2. 죽장창(竹長槍) - 20척 4촌, 대나무를 쪼개 아교로 붙여 씀.
  3. 기창(旗槍) - 9척 9촌, 혈조와 깃발(적의 무기를 휘감고 시야를 가림)이 붙어 있다.
  4. 당파(鏜鈀) - 7척 6촌, 일반적으로 우리에게 삼지창으로 알려짐.
  5. 낭선(狼筅) - 1장5척, 가지를 치지 않은 대나무를 그대로 쓰는 기예. 군용의 낭선은 가지에 독을 바른 철편을 달아 적의 접근을 저지하는데 사용되었다.
  6. 쌍수도(雙手刀) - 6척 5촌에 2근 8냥짜리 두 손으로 사용하는 큰 칼. 중국의 장도長刀(명 대에 일본도를 중국식으로 소화한 기술)가 들어온 것이나, 무예도보통지 편찬시절에는 예도나 요도로 펼쳤다 한다.
  7. 예도(銳刀) - 4척 3촌에 1근 8냥, 환도(環刀, 고리를 사용해 허리에 매기 때문에 붙은 이름. 칼자루 뒤에 고리가 달린 환두대도와는 다름)의 다른 이름이며, 가장 기본적인 조선의 도이자 도법이다.
  8. 왜검(倭劍)-왜도라고도 한다. 임진왜란 당시 일본에서 전래된 일본도를 쓰는 기법이다. 토유류, 천유류, 운광류, 류피류 등이 있다.
  9. 교전(交戰) - 2인이 왜검을 겨루는 기예. 조선에서 확립된 검법이다.
  10. 제독검(提督劍) - 3척 13촌, 요도(腰刀)를 쓰는 기술로 명의 제독 이여송에게서 전래받았다 하여 제독검이라 한다.
  11. 본국검(本國劍) - 역시 요도(腰刀)를 쓰는 기술로 현재 가장 잘 알려진 검법이다. 신라시대로부터 전래받았다 한다.
  12. 쌍검(雙劍) - 2척10촌 5푼짜리 두개의 검을 동시에 사용하지만, 보통 요도 중 가장 짧은 것을 사용한다. 가장 화려한 검법이다.
  13. 월도(月刀) - 8척 12촌에 4근 13량의 대도. 삼국지 관우의 언월도를 생각하면 된다.
  14. 협도(挾刀) - 10척에 4근의 무거운 칼, 칼등에 삭모(술)이 있다. 월도와 함께 파괴적인 목적으로 사용한다. 아름다운 눈썹을 닮았다 하여 미첨도라고도 불린다.
  15. 등패(藤牌) - 등나무로 만든 방패를 중심으로 요도와 방패 뒤에 숨긴 표창을 사용하는 기예.
  16. 권법(拳法) - 24기 중 유일한 맨손 기예. 무기술을 익히기 전에 수련하였다.
  17. 곤방(棍棒) - 7자에 3근 8냥. 목봉이다. 끝에 '압취'라는 오리부리모양의 칼날을 장착하기도 한다.
  18. 편곤(鞭棍) - 기병이 쓰는 마편곤(馬鞭棍)은 6척 5촌, 보병이 쓰는 보편곤(步鞭棍)은 8척 9촌이다. 도리깨에 가까운 모양이며, 조선 후기(임진왜란 이후)조선 기병의 주요무기였다. 접근전에서 갑주를 착용한 적을 공격하는 데 효과적이었다.

- 마상 6반
  1. 기창(騎槍) - 장창을 말 위에서 사용하는 기예.
  2. 마상쌍검(馬上雙劍) - 쌍검을 말 위에서 사용하는 기예.
  3. 마상월도(馬上月刀) - 월도를 말 위에서 사용하는 기예.
  4. 마상편곤(馬上鞭棍) - 말 위에서 편곤을 사용하는 기예이다.
  5. 격구(擊球) - 서양의 폴로 경기와 유사하며 말위에서 하는 공놀이. 기마술 훈련용 기예이다.
  6. 마상재(馬上才) - 말타기 기술. 기병들의 기마술 훈련용의 기예이다.

## 동양의 전통 무기

### 일본
- 일본도:일본의 검들을 종합해 부르는 총칭
- 나기나타
- 화궁

### 중국
- 모
- 언월도
- 창(槍)

## 서양의 전통 무기

### 도검 계열
- 펄스: 다키아인들이 사용한 검
- 스파타 : 로마에서 사용되던 기병용 검.
- 글라디우스 : 스키피오가 히스파니아 (지금의 스페인)에서 도입한 짧은 검. 진형을 이루고 싸우는 접근전/난전에 유리하도록 짧은 길이를 갖추고 있으며, 주로 찌르기 목적으로 사용되었다. 이후 로마 멸망시까지 군단의 정규 무장이 된다.
- 색스 : 게르만족의 짧은 외날 베기칼. 펄션으로 발전한다.
- 브로드 소드 : 레이피어가 유행했을 때, 레이피어에 비해 폭이 넓다 해서 붙은 이름. 아밍 소드에 포함된다.
- 롱 소드 : 중세 유럽에서 사용된 검. 넓게 보면 중세 롱 소드라고 하면 허리에 차는 아밍 소드에서 양손으로 휘두르는 투핸디드 소드까지 아우르는 넓은 개념이나, 좁게 보면 아밍 소드보다 크면서 투 핸디드 소드보다 작은 검을 가리킨다. 소설이나 게임 등에서는 한 손으로 휘두르는 검을 의미하는 경우가 많다. 갑옷이 발달하지 않은 초기에는 주로 베는 용도가 우세했으나 갑옷이 발달해 감에 따라 찌르기에 약한 사슬갑옷을 공략하거나, 플레이트 아머의 이음새를 공략하기 위해 점차 찌르기용도의 특성이 강화되었다.
  - 바스타드 소드 : 한손으로도 두손으로도 쓸 수 있는 대형의 칼. 롱소드의 하위 개념으로, 적당히 길고 중간에 돌출된 부분이 있어 한 손으로도, 양손으로도 다루기 쉬운 손잡이와, 삼각형에 가까울 정도로 급격히 줄어드는 칼날의 폭이 특징이다.
- 대거 : 다용도로 사용되는 짤막한 검. 30cm 내외의 짧은 날을 가지고 있으며 중세 유럽에서는 거의 누구나 휴대하고 다녔다고 볼 수 있을만큼 흔하게 사용되었다. 나이프와는 달리 주로 양날이다.

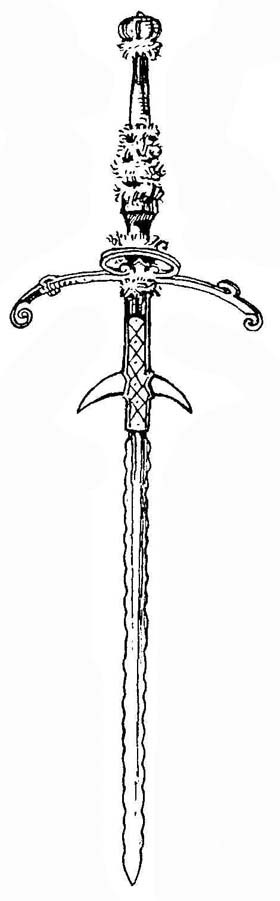
플랑베르주

- 투 핸디드 소드 : 양손 전용으로 만든 긴 칼. 보병과 기병 양쪽에서 사용되었다. 기병의 경우 마상용이 아니라 말에서 내렸을때를 대비하여 안장등에 매달고 다녔다. 대검(大劍, great sword)이라고 부르기도 한다.
  - 츠바이한더 : 독일의 용병 란스크네히트landsknecht들이 사용한 양손 검. 독일풍의 양손 검으로 크로스 가드가 길고 리카소(칼날 뿌리에 손으로 잡을 수 있도록 날이 없거나 아예 손잡이 형태로 되어 있는 부분)가 있는 경우가 많으며, 패링 훅(상대의 칼날을 추가로 막는 작은 돌기)이 추가 되어 있는 경우도 많다.
  - 클레이모어 : 스코틀랜드 특유의 양손 검. V형태의 가드와 칼날 아랫쪽부분을 가죽으로 감거나 또는 날없이 두껍게 만들어놓은 특징이 있다. 가드의 끝에 네잎클로버처럼 생긴 장식이 있는 것도 특징이다. 바구니형 손잡이가 달린 근세식 브로드 소드도 같은 이름으로 부른다.
  - 플랑베르주 : 프랑스 특유의 양손검. 날이 불꽃 모양이며(검 이름의 유래이다) 상처를 지저분하고 크게 만들어 살상력이 높인다고 알려져 있으나, 장식용으로 만들어진 것이라는 견해도 강하다.
- 에스톡 : 찌르기 전용의 장검. 적의 갑옷 틈새 또는 체인 메일을 꿰뚫기 위한 무기로, 칼날이 단면이 둥글거나 사각형인 쇠막대기처럼 생겼다.
- 시미터 : 본 이름은 샴쉬르(Samshir)로, 베는 종류의 검술을 주로 사용하기 위한 검. 유연하게 휜 몸체와 그 반대 방향으로 휜 손잡이를 가지고 있다. 찌르기보다는 베는 기술을 많이 쓴다. 실제로 시미터는 중동에서 사용되는 이름이 아니라 서양측에서 중동의 곡도를 총칭하는 이름이다. 십자군 전쟁때 서양에 전해졌다는 이야기가 있지만 실제로는 몽골식 곡도의 영향을 받아 등장한 것으로 십자군 전쟁 당시에는 사용되지 않았다. 샴쉬르는 원래 칼을 통칭하는 단어로, 곧고 양날인 검 형태의 도검 역시 샴쉬르라고 부르기도 한다.
  - 킬리지 : 샴쉬르의 일종
- 사브르 : 기병용 군도. 몽골 계통에서 전해져 동유럽을 통해 정착되었다. 19세기 초에는 중동 스타일이 유행하기도 했으나 19세기 말에서부터 20세기 초에는 찌르기가 강조된 직도 스타일이 유행했다.
- 커틀러스 : 선원들이 도구로 사용한 짧고 두꺼운 칼. 날 폭이 넓고 두툼하며, 칼은 가볍게 휘어있고 상당히 짧다. 전투에도 사용되었다.

- 행어
- 스몰 소드

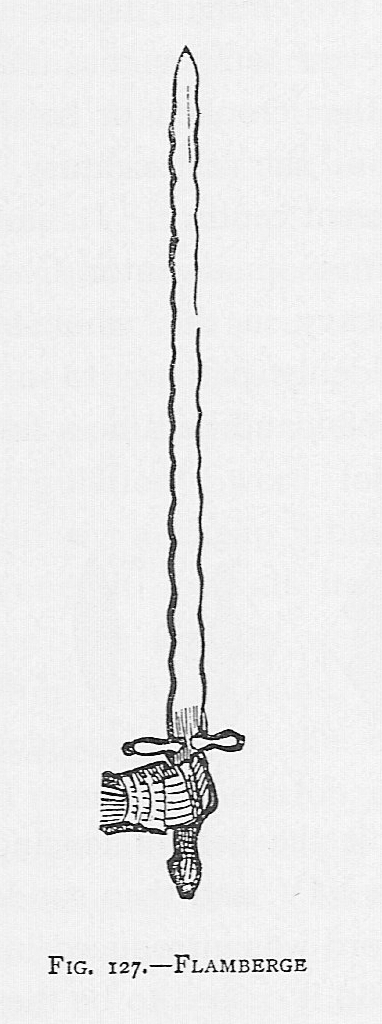
플람베르그

- 레이피어 : 전쟁과 무관하게 결투에 사용되는 검. 다른 손에 짧은 단검류 - 소드브레이커sword breaker, 망고슈Main gauche, 에스토크 estoc 등 - 나 방패 등을 보조로 들고 싸우기도 하였다.
  - 플람베르그 : 독일에서 만들어진 칼날이 불꽃 모양인 레이피어. 이후 플랑베르주로 발전한다.
- 총검 : 화기가 일반화되면서, 육박전시의 보조적인 무장으로 장총에 붙여 사용하는 짧은 단검. 초기에는 총구에 찔러넣는 타입이었으나 이후 총구 아래쪽에 부착할 수 있도록 바뀐다. 초기 머스킷병과 장창병의 조합에서 총검을 추가함으로써 장창병을 편제에서 제외할 수 있도록 해 주었다. 이후 현대까지 이어지게 된다.

### 창 계열
- 스피어 : 긴 자루 끝에 금속으로 된 촉이 달려 있는 무기로, 주로 사냥이나 전쟁에 쓰였다.
- 할베르트 :
- 부주 :
- 빌
  - 스콜피언 :
- 파이크 : 15세기부터 17세기에 걸쳐 유럽에서 보병의 대(對) 기병용 무기로서 사용된 창의 일종이다
- 랜스 :

### 철퇴 계열
- 곤봉 : 가장 간단한 타격무기.

플레일

- 메이스 : 머리에 대못이 박힌 곤봉 모양의 무기

- 모르겐슈테른

- 플레일

## 현대전의 무기체계들
- GlobalSecurity 번역

### 지상/공용
- 기갑 전투 차량
- 대포
- 미사일
- 소화기
- 수류탄
- 지뢰
- 소총
- 기갑 수송 차량

### 해양
- 전함
- 항공모함
- 함재기
- 순양함
- 구축함
- 고속정
- 잠수함
- 어뢰
- 기뢰
- 이지스 시스템

### 공중
- 전투기
- 폭격기
- 공격기
- 대잠초계기
- 조기경보기
- 헬리콥터
- 정찰기
- 수송기

### 전자기
- 지향성에너지 무기(DEW)

## 같이 보기
- 화기(火器)
- 유인체(영어판)
- 주무기